# Bémécourt
Bémécourt é uma comuna francesa na região administrativa da Normandia, no departamento de Eure. Estende-se por uma área de 17,25 km². Em 2010 a comuna tinha 588 habitantes (densidade: 34,1 hab./km²).